# وزارة فؤاد محيي الدين الأولى
وزارة أحمد فؤاد محيي الدين الأولى هي الوزارة الخامسة بعد المائة في تاريخ مصر وتشكلت في 3 يناير 1982.:119:120

## أعضاء الحكومة
| الوزارة                                                                                 | الوزير                    |
| --------------------------------------------------------------------------------------- | ------------------------- |
| رئيس مجلس الوزراء                                                                       | أحمد فؤاد محيي الدين      |
| نائب رئيس مجلس الوزراء لشئون مجلسي الشعب والشورى                                        | فكري مكرم عبيد            |
| نائب رئيس مجلس الوزراء ووزير الخارجية                                                   | كمال حسن علي              |
| نائب رئيس مجلس الوزراء للإنتاج ووزير البترول                                            | أحمد عز الدين هلال        |
| نائب رئيس مجلس الوزراء للخدمات ووزير للحكم المحلي                                       | محمد نبوي إسماعيل         |
| نائب رئيس مجاس الوزراء للشئون الاقتصادية والمالية ووزير لشئون الاستثمار والتعاون الدولي | محمد عبد الفتاح إبراهيم   |
| الدفاع والإنتاج الحربي                                                                  | محمد عبد الحليم أبو غزالة |
| الداخلية                                                                                | حسن سليمان أبو باشا       |
| المالية                                                                                 | محمود صلاح الدين حامد     |
| التأمينات الاجتماعية والدولة للشئون الاجتماعية                                          | آمال عثمان                |
| التعمير والإسكان واستصلاح الأراضي                                                       | حسب الله الكفراوي         |
| النقل والمواصلات والنقل البحري                                                          | سليمان متولي سليمان       |
| الري والدولة لشئون السودان                                                              | محمد عبد الهادي سماحة     |
| الكهرباء والطاقة                                                                        | محمد ماهر أباظة           |
| التموين والتجارة الداخلية                                                               | أحمد نوح                  |
| العدل                                                                                   | أحمد سمير سامي            |
| شئون مجلس الوزراء والدولة للتنمية الإدارية                                              | عادل محمود عبد الباقي     |
| التخطيط                                                                                 | كمال الجنزوري             |
| الصناعة والثروة المعدنية                                                                | فؤاد أبو زغلة             |
| السياحة والطيران المدني                                                                 | عادل إبراهيم طاهر         |
| الاقتصاد والتجارة الخارجية                                                              | فؤاد هاشم عوض             |
| الدولة للإنتاج الحربي                                                                   | جمال السيد إبراهيم        |
| الدولة لشئون الهجرة والمصريين في الخارج                                                 | ألبرت برسوم سلامة         |
| الدولة للتعليم والبحث العلمي                                                            | مصطفى كمال حلمي           |
| الدولة للشئون الخارجية                                                                  | بطرس بطرس غالي            |
| الدولة للقوى العاملة والتدريب                                                           | سعد محمد أحمد             |
| الدولة للتنمية الشعبية                                                                  | سعد الشربيني              |
| الدولة للثقافة                                                                          | محمد عبد الحميد رضوان     |
| الدولة لشئون مجلسي الشعب والشورى                                                        | محمد رشوان محمود          |
| الدولة لشئون مجلسي الشعب والشورى                                                        | مختار حسن هاني            |
| الدولة للأوقاف                                                                          | جاد الحق علي جاد الحق     |
| الدولة للصحة                                                                            | محمد صبري زكي             |
| الدولة للإعلام                                                                          | محمد صفوت الشريف          |
| الدولة للزراعة والأمن الغذائي                                                           | يوسف والي                 |

## تعديلات
- أعقب التشكيل الوزاري قرار بأن يكون أحمد فؤاد محيي الدين (رئيس الوزراء) هو الوزير المختص بشئون الأزهر.
- في 27 مارس 1982:
  - عين جاد الحق علي جاد الحق (وزير الأوقاف) شيخاً للأزهر.
  - عين إبراهيم الدسوقي مرعي وزيراً للأوقاف.